# Mészáros Károly (gépészmérnök)
Mészáros Károly (Pápa, 1921. április 10. – Budapest, 1973. július 13.) magyar gépészmérnök, közlekedés- és postaügyi miniszterhelyettes (1968–1973), a Magyar Államvasutak (MÁV) vezérigazgatója (1970–1973).

## Élete
Fiatalon szerszám- és géplakatos szakmát tanult, majd az érettségit követően felvételt nyert a Budapesti Műszaki Egyetemre, ahol 1946-ban gépészmérnöki oklevelet, 1949-ben pedig műszaki doktorátust is szerzett. Diplomázása után a Csepel Autógyárban kezdett dolgozni, mint rajzoló, majd csoportvezető; doktorátusa megszerzését követően konstruktőrré, majd osztályvezetővé nevezték ki, 1952-ben főtechnológus, a következő évtől pedig igazgatói lett az autógyárban.
1961-ben a Közlekedés- és Postaügyi Minisztériumba helyezték át, a közlekedéspolitikai főosztály vezetőjévé, 1968-tól pedig miniszterhelyettes lett, és megbízták a minisztérium elvi főosztályainak felügyeletével. Előbbi megbízatása mellé 1970. november 20-án elnyerte a MÁV vezérigazgatói posztját is; miniszterhelyettesi és vezérigazgatói tisztségeit halála évéig viselte. Vezetősége alatt a vasúttársaságnál csaknem 600 kilométernyi pályafelújítási munkát végeztek el, gépesítették az építői és pályafelújítási munkálatokat végző ágazatokat és sok külföldi gépet szereztek be. 170 kilométernyi villamosított pályaszakaszt adtak át és elkészült Debrecenben az első központi forgalomirányító berendezés. Nevéhez fűződik az M63-as sorozatú mozdonyok beszerzése a MÁV részére.
Társadalmi megbízatású tisztségei között említést érdemel, hogy a Magyar-Szovjet Vasúti Állandó Munkacsoport magyar részlegének elnöke, a Nemzetközi Vasútegyletnek (UIC) pedig alelnöke volt. Több találmány és új, korszerű gyártástechnológia bevezetése fűződik a nevéhez, ilyen például a hazai keréktárcsa-, illetve a mélyhúzott vezetőfülke-gyártás, a pneumatikus mérőműszerek bevezetése, stb.

## Külső hivatkozások
- Dr. Mészáros Károly (nekrológ) Vasút, 1973. 7. szám.